# La Vie en Rose (Wende Snijders)
La Vie en Rose is de eerste muzieksingle van Wende Snijders.
De single werd gratis verspreid bij de uitgave van het eerste nummer van het tijdschrift La vie en Rose. Het officiële nummer van uitgave van de single is BIS 081. Het titelnummer, origineel van Édith Piaf, verscheen in 2005 ook op de bonus cd van de dvd Au suivant. De extra nummers waren Je suis comme je suis (origineel van Jacques Brel), van het album Quand tu dors en La Valse À Mille Temps (origineel van Jacques Brel). Dit laatste nummer was een live opname uit september 2003 en verscheen ook als extra track op de single Alleen De Wind Weet uit 2007.

## Tracklist
1. La Vie en Rose (4:26)
2. Je Suis Comme Je Suis (1:34)
3. La Valse À Mille Temps (4:07)